# مركز العيساوية (القريات)
قرية العيساوية أقدم مراكز منطقة الجوف وكان قديما قبل تأسيس الإمارة فيها مخفر يعتبر مركز حدودي وجمرك للقادمين من الأردن والشام وذلك قبل إنشاء مدينة القريات الحالية.

## الموقع
يقع مركز العيساوية التابع لمحافظة القريات شمال المملكة على بعد 90 كلم تقريبا شرق المحافظة وغرب مركز طبرجل 40كم.
على الطريق الدولي الذي يربط المملكة بالأردن وبلاد الشام وتركيا عبر منفذ الحديثة الحدودي، ومركز العيساوية قريبأ من الحدود الاردنيه يبعد الحد الأردني 7 أو6 كيلو مترات عنها.
ومركز العيساوية هو أول مركز يتبع للمحافظة ويواجه القـاصدين لمحافظة القريات عبر الطريق الذي يمر بالقريات ذهابا للمدينة المنورة ومكة المكرمة عن طريق أبوعجرم ثم تيما وهو الطريق الدولي القديم الذي يسلكه حجاج بلاد الشام في مواسم الحج والعمرة لأدائها.
والآن تم الانتهاء من طريق النفود ويصل بعد أبو عجرم ثم الرديفة حائل المدينة ثم مكة,
الأجواء في الصيف بارد وفي الشتاء غالباً برد قارس وتسقط عليها زخات البرد.
وتعتبر العيساوية إحدى قرى وادي السرحان وتشتهر بزراعة القمح والشعير والفواكة والخضار وتشتهر هذه البلدة لقربها من مراتع الإبل في حرة الحرة والدغله والأبيض
هذا المركز يضم عددا من الدوائر الحكومية مثل مركز الأمارة والشرطة بالإضافة إلى مستشفى العيساوية العام ومركز الدفاع المدني والمجمع القروي والمياه ومكتب الدعوة، وموقع لوزارة الدفاع ومكتب للبريد وعددا من المدارس للبنين والبنات لكافة المراحل وكذلك توجد به قيادة لحرس الحدود «قطاع العيساوية» يتضمن مدينة سكنية لمنسوبي قطاع سلاح الحدود بها كافة الخدمات،
كما أن التطوير سيعكس صورة حضارية للمارين من الطريق عبر العيساوية من زوار الدول المجاورة